# Mabel Dodge Luhan
Mabel Evans Dodge Sterne Luhan (cognom de soltera: Ganson; 26 de febrer de 1879 - 13 d'agost de 1962) fou una mecenes de les arts estatunidenca, associada a la colònia artística de Taos.

## Biografia
Mabel Ganson fou l'hereva de Charles Ganson, un ric banquer de Buffalo, Nova York, i la seua esposa, Sarah Cook. Va créixer entre l'elit social de Buffalo. Assistí a l'Escola Episcopal de Santa Margarita per a nenes fins als setze anys; després estudià a Nova York. El 1896, feu una gira per Europa; i després entrà a l'escola superior Chevy Chase, a Washington.
El seu primer matrimoni, el 1900, quan tenia 21 anys, fou amb Karl Evans, fill del propietari d'un vaixell de vapor. Es casaren en secret perquè Charles Ganson no acceptava a Evans, i després es tornaren a casar en Trinity Church davant la societat de Buffalo. Tingueren un fill, però Karl va morir en un accident de caça dos anys i mig després, i la deixà vídua als 23 anys. En la primavera de 1904, l'artista estatunidenc nascut a Suïssa Adolf Müller-Ury pintà un retrat d'ella amb vestit de dol per la seua àvia paterna, Nancy Ganson. La seua família l'envià a París després que començàs una aventura amb un ginecòleg de Buffalo. Al novembre del 1904 es casà amb Edwin Dodge, un arquitecte.
Fou obertament bisexual al principi de la seua vida i explicà amb franquesa les seues trobades físiques amb dones en la seua autobiografia Intimate Memories (1933).

## Carrera professional

### Florència
Entre 1905 i 1912, els Dodge vivien prop de Florència, en la palatina Vila Mèdici, a Vila Curonia, Arcetri, on es relacionà amb artistes locals, a més d'amb Gertrude Stein, el seu germà Leo Stein, Alice B. Toklas i altres visitants de París, inclòs André Gide. Una relació conflictiva amb el seu xofer provocà dos intents de suïcidi.

### Nova York i Provincetown
A mitjan 1912, els Dodge (cada vegada més distanciats), tornaren als Estats Units, on ella s'establí com a mecenes de les arts, amb un saló setmanal al seu nou apartament, al 23 de la Cinquena Avinguda de Greenwich Village. Entre els convidats n'hi havia Carl Van Vechten, Margaret Sanger, Emma Goldman, Charles Demuth, "Big Bill" Haywood, Max Eastman, Lincoln Steffens, Hutchins Hapgood, Neith Boyce, Walter Lippmann i John Reed. Van Vechten la prengué com a model per al personatge d'Edith Dale de la seua novel·la Peter Whiffle. L'antropòleg Raymond Harrington la va introduir al peiot en una "cerimònia" improvisada.
Participà en el muntatge de l'Armory Show del New European Modern Art el 1913, publicant i distribuint una peça de Gertrude Stein titulada Portrait of Mabel Dodge at the Vila Curonia (Retrat de Mabel Dodge a Vila Curonia), la qual cosa augmentà el seu perfil públic.
Navega a Europa a la fi de juny del 1913. John Reed (Jack), esgotat després d'haver organitzat poc abans el concurs de Paterson, viatjà amb ella. Es feren amants a París, on es reuniren amb Stein i Pablo Picasso abans de partir cap a Vila Curonia, que comptava entre els seus convidats Arthur Rubinstein. Al principi, fou un moment feliç per a la parella, però les tensions augmentaren perquè Reed se sentia incòmode aïllat entre gent rica i Dodge veia l'interés d'ell en el món i els seus èxits com un rebuig cap a ella. Van tornar a Nova York a setembre del 1913. A l'octubre, la Revista Metropolitana envià Reed a informar sobre la Revolució Mexicana. Tot i que Dodge el seguí fins a la ciutat fronterera de Presidio, de seguida se'n tornà a sa casa.
Entre 1914 i 1916, hi hagué una forta connexió entre el món intel·lectual de Greenwich Village i Provincetown i, el 1915, Dodge hi arribà amb el pintor Maurice Sterne. Mentre era a Provincetown, John Reed l'ajudà a organitzar The Provincetown Players, i Dodge sentí certa rivalitat amb Mary Heaton Vorse.
El 1916, Mabel Dodge treballà com a columnista sindicada per a Hearst Communications, i es traslladà a Finney Farm, una gran finca a Croton-on-Hudson. Sterne, que esdevindria el tercer marit de Dodge, vivia en una cabanya darrere la casa principal, mentre que Dodge oferia a Reed el tercer pis de la casa com a estudi. Tot i que ell s'hi traslladà un curt període, la situació entre tots dos es feu insostenible; Dodge i Sterne es casaren aquest mateix any.

### Santa Bàrbara
Durant aquest període, Mabel començà a passar llargs períodes a Santa Bàrbara, Califòrnia, on el seu amic Lincoln Steffens tenia família.

### Taos
El 1917, Mabel, el seu espòs i Elsie Clews Parsons se n'anaren a Taos, Nou Mèxic, on s'engegà una colònia literària. Seguint el consell de Tony Lujan, un nadiu americà amb qui es casaria el 1923, va comprar-hi una propietat. Lujan muntà un tipi enfront de la seua casa, i tocava el tambor cada nit en un intent d'atraure-la. Tot i que Sterne comprà una escopeta amb la intenció d'expulsar Luján de la propietat, en no saber usar-la, es dedicà a insultar a Mabel. Ella l'expulsà de la propietat, tot i que l'ajudà econòmicament fins al moment del seu divorci, quatre anys més tard.
D.H. Lawrence va acceptar una invitació seua per a quedar-se a Taos i hi arribà amb la seua esposa, Frieda, a setembre del 1922. Tingué, però, una relació tibant amb l'amfitriona, reflectida en la seua obra. Mabel, més tard, publicà una memòria sobre la visita titulada Lorenzo in Taos (1932). L'editora Merle Armitage també escrigué sobre aquesta època a Nou Mèxic: Taos Quartet in Three Movements havia d'aparéixer en Flair Magazine, però la revista tancà abans de la seua publicació. Aquest breu treball descriu la tumultuosa relació de D. H. Lawrence, la seua esposa Frieda, l'artista Dorothy Brett i Mabel Dodge Sterne. Armitage n'imprimí 16 còpies d'aquest treball per als seus amics. Richard Pousette-Dart feu els dibuixos per a Taos Quartet, que es van publicar el 1950.
A Nou Mèxic, Dodge i Lujan acolliren diversos artistes i poetes, com ara Marsden Hartley, Arnold Ronnebeck, Louise Emerson Ronnebeck, Ansel Adams, Willa Cather, Walter Van Tilburg Clark, Robinson Jeffers i la seua esposa Una, Florence McClung, Geòrgia O'Keeffe, Mary Hunter Austin, Mary Foote, Frank Waters, Jaime d'Angulo, Aldous Huxley, Ernie O'Malley i altres.
Dodge va morir a la seua casa de Taos al 1962, i fou enterrada al cementeri Kit Carson. La Mabel Dodge Luhan House és ara Monument Històric Nacional i funciona com un hostal històric i centre de conferències.

## Arxiu
La col·lecció de documentació de Mabel Dodge Luhan —cartes, manuscrits, fotografies i documentació personal sobre la vida i obra de Dodge— es troba a la Biblioteca Beinecke de la Universitat Yale. Part de la col·lecció està disponible en línia.

## Informació addicional
- Rudnick, Lois Palken. Mabel Dodge Luhan: New Woman, New Worlds.  Albuquerque: University of New Mexico Press, 1987. ISBN 978-0-8263-0995-2.
- Rudnick, Lois Palken. Utopian vistas : the Mabel Dodge Luhan House and the American counterculture.  Albuquerque: University of New Mexico Press, 1996.
- Rudnick, Lois Palken. Mabel Dodge Luhan and Company: American Moderns and the West.  Museum of New Mexico Press (published in association with the Harwood Museum of Art), 2016. ISBN 978-0890136140.